# وجرس
وجرس (به لاتین: Vejers) یک منطقهٔ مسکونی در دانمارک است که در Varde Municipality واقع شده‌است.

## خصوصیات
وجرس ۲۷ نفر جمعیت دارد.